# Новоніколаєвка (Сладковський район)
Новонікола́євка (рос. Новониколаевка) — присілок у складі Сладковського району Тюменської області, Росія.
Населення — 11 осіб (2010, 38 у 2002).
Національний склад станом на 2002 рік:
- росіяни — 92 %